# Gobierno de Guillermo Lasso
El Gobierno de Guillermo Lasso y el Movimiento CREO fue el régimen político que gobernó en la República del Ecuador desde el 24 de mayo de 2021 hasta el 23 de noviembre de 2023, tras su triunfo en las elecciones presidenciales de 2021. El mismo no pudo concluir debido al decreto de Muerte cruzada firmado en mayo de 2023, el cual disolvía la asamblea y permitía convocar a nuevas elecciones de carácter extraordinario que permitirían renovar los cargos de presidente, vicepresidente y además, elegir nuevos asambleístas.
Tras perder las dos anteriores elecciones, Lasso preparó su plataforma política y el 17 de agosto de 2020, anunció su postulación a la presidencia en los comicios de 2021. Lasso remarcó sus «50 años de experiencia generando empleo y ayudando a las empresas». Seleccionó a Alfredo Borrero, médico neurocirujano de profesión, como compañero de fórmula. En la primera vuelta, llevada a cabo el 7 de febrero, Lasso calificó al balotaje con poco más de treinta mil votos de diferencia de Yaku Pérez, con quien se disputó el segundo lugar durante varios días. El 11 de abril, Lasso derrotó al candidato Andrés Arauz, de Fuerza Compromiso Social, un partido de izquierda apoyado por el expresidente Rafael Correa.
El gobierno de Lasso profundizó las políticas neoliberales de su antecesor, Lenín Moreno, además de agudizarse la crisis de seguridad que azota al país desde el gobierno de Lenín Moreno. Así también, se destaca el desabastecimiento y la inoperatividad del sistema de salud pública. A consecuencia de ello, tras su primer año de gobierno se produjo el Paro Nacional de 2022. Lasso reprimió la movilización social, dejando un saldo de 7 manifestantes fallecidos, 331 heridos y 158 detenidos.
En enero de 2023, estalló el Caso Encuentro, en el que salieron a la luz los vínculos del gobierno de Lasso con la mafia albanesa, lo que provocó el enjuiciamiento político del presidente en la Asamblea Nacional. Sin embargo, apenas un día después del inicio del juicio, Lasso decretó la «muerte cruzada», lo que disolvió el parlamento. Con esta medida, Lasso obstruyó por completo el desenlace del juicio político, adelantando además el final de su período de gobierno.

## Antecedentes

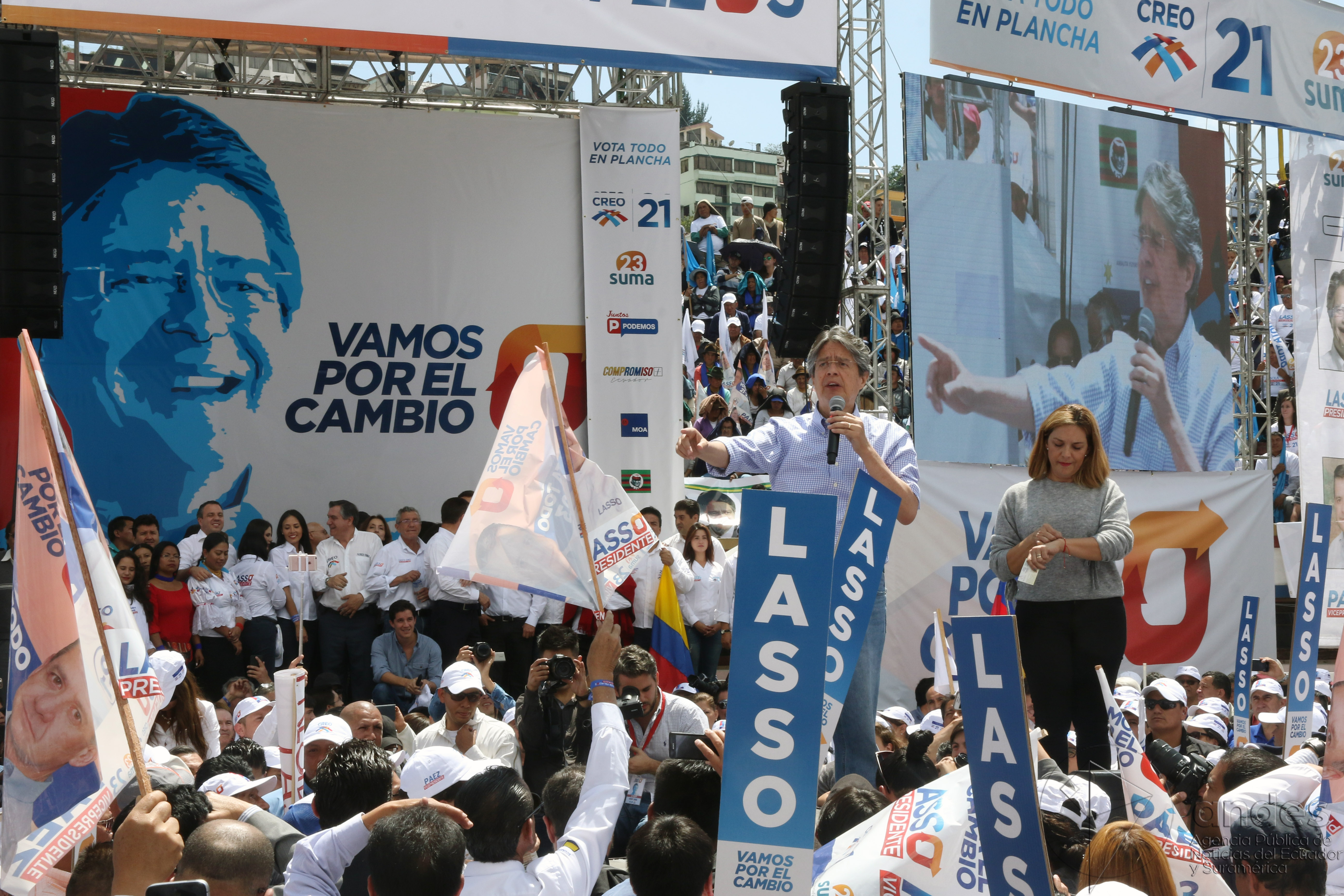
Guillermo Lasso en la campaña presidencial de 2017.

Guillermo Lasso fue candidato a la presidencia del Ecuador en las elecciones presidenciales de Ecuador de 2013, creando el movimiento CREO, movimiento conformado por exintegrantes del movimiento UNO, Izquierda Democrática, Movimiento Concertación e integrantes del sector privado nacional. Estableció la coalición Unidos por el Ecuador para las elecciones presidenciales que incluyó al movimiento CREO, PSC, Izquierda Democrática y al PLRE, obteniendo el 22.68% de los votos válidos, perdiendo contra el presidente Rafael Correa. 
Luego de las elecciones, Lasso se autoproclamó como el líder de la oposición al gobierno de Rafael Correa, presentando opiniones, críticas y propuestas al gobierno frecuentemente en los medios de comunicaciones. Desde el año 2015 Lasso tomó una postura más crítica y activa contra el gobierno de Correa, además de confirmar su precandidatura a la presidencia por el movimiento CREO en las elecciones del 2017. 
El 19 de febrero de 2017, participó en las elecciones presidenciales de Ecuador como candidato del movimiento Creando Oportunidades y obtuvo el 28.09% de los votos en la primera vuelta, pasando al balotaje junto a Lenín Moreno, candidato del partido oficialista Alianza PAIS. El 2 de abril, se llevó a cabo la segunda vuelta, que dio la victoria a Moreno con el 51.16% de los votos contra el 48.84% de Lasso.
En agosto de 2020, anunció su candidatura a la presidencia por tercera vez en las elecciones de 2021, calificando para la segunda vuelta tras quedar en segundo lugar con 20% de votos. En la segunda vuelta, disputada con el candidato de Fuerza Compromiso Social Andrés Arauz, Lasso triunfó en la contienda electoral con el 52.36% de los votos contra el 47.64% de Arauz.

## Transición del poder
Lasso inició el proceso de transición del poder pocos días tras su triunfo electoral, designando al excandidato a alcalde de Quito, Juan Carlos Holguín, y a Iván Correa como los encargados del proceso de transmisión de mando, coordinando el trabajo entre el gobierno saliente de Lenín Moreno y el entrante, siendole encargado el proceso de transición al ministro de trabajo Andrés Isch de parte del gobierno de Moreno. Lasso implementó al proceso de transmisión de mando un estilo similar al realizado en los cambios de gobierno de Estados Unidos, inaugurando una Oficina del Presidente Electo, con oficina de prensa y logo propio. Lasso ha anunciado a través de eventos virtuales sus ministros de estado por sectores, iniciando por el sector social.

## Política nacional

### Toma de posesión

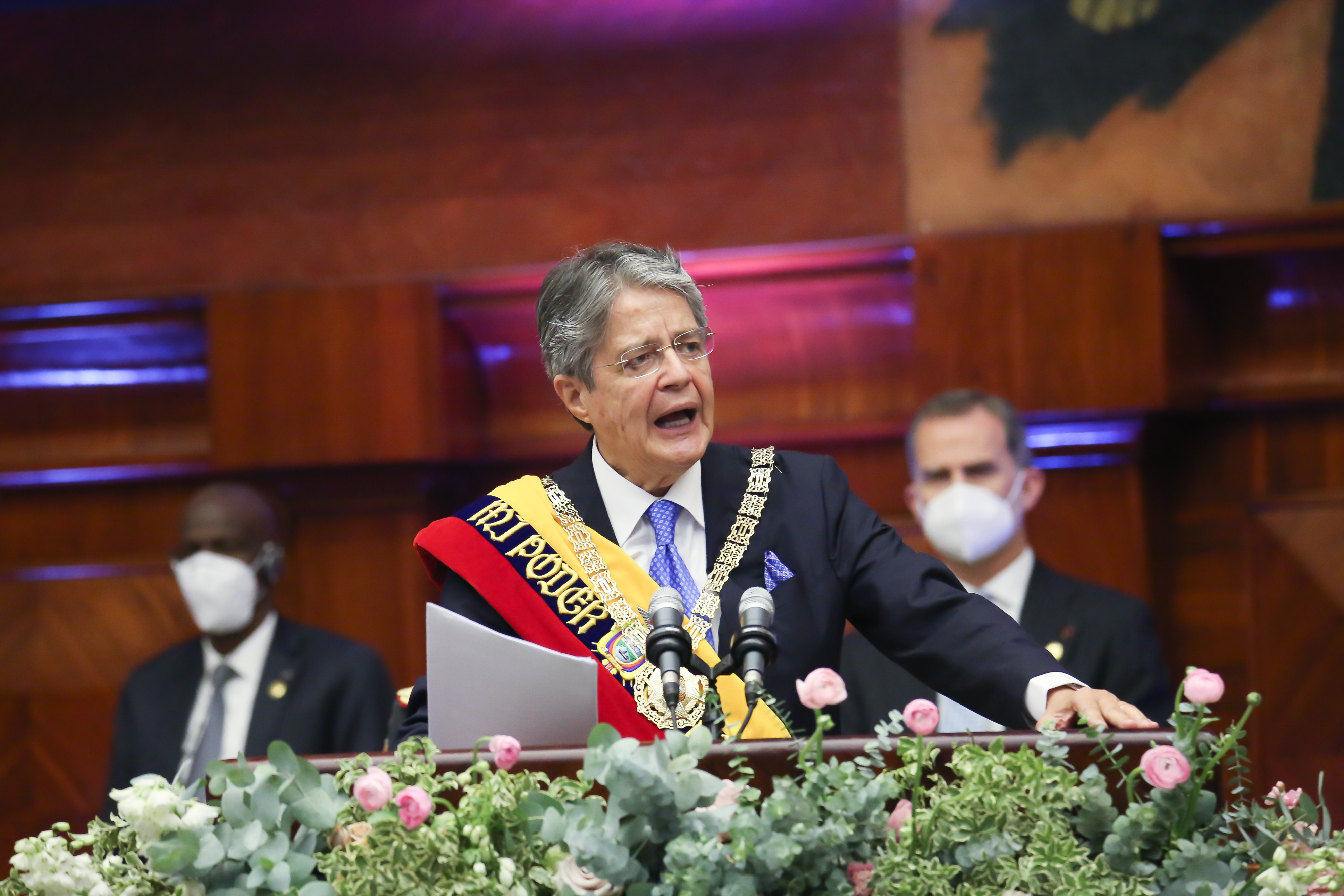
Guillermo Lasso durante su discurso de toma de posesión

Lasso tomó posesión como presidente el 24 de mayo de 2021 en el Palacio Legislativo, donde funciona la Asamblea Nacional, sucediendo a Lenín Moreno en el cargo.
Lasso fue acompañado por su esposa María de Lourdes Alcívar y su hija menor.
A la ceremonia el Rey de España, Felipe VI, el presidente de Haití, Jovenel Moïse, el presidente de República Dominicana, Luis Abinader, el presidente de Brasil, Jair Bolsonaro, el vicepresidente de Paraguay, Hugo Velázquez, la embajadora de los Estados Unidos ante la ONU, Linda Thomas-Greenfield, entre otros.
La presidenta de la Asamblea Nacional, Guadalupe Llori, fue la encargada de tomar el juramento de Lasso como presidente  y de Alfredo Borrero como vicepresidente.

### Primeros decretos
La tarde del 24 de mayo Lasso firmó sus primeros decretos, donde inicialmente presentó oficialmente a los ministros de su Gabinete ministerial. Entre ellos consta la modificación de la Secretaría del Deporte, transformada en Ministerio del Deporte, además de la eliminación de nombres de ciudadanos de la central de riesgo con deudas de hasta US$ 1.000.
También le otorgó funciones al vicepresidente Alfredo Borrero, el cual se encargará de la coordinación de políticas públicas para el fortalecimiento del Sistema Nacional de Salud y la representación del país frente a organismos internacionales de salud.
Por último, derogó el reglamento general a la Ley de Comunicación y anunció que enviaría un proyecto de ley de libre expresión a la Asamblea Nacional.

### Economía
Cuando asumió el cargo, Ecuador se enfrentaba a una grave crisis económica, con un descenso del PIB del 8% en 2020, debido principalmente a la pandemia de Covid-19 y a la caída de los precios del petróleo.
La víspera de su investidura, anunció la privatización de tres refinerías, de autopistas, de la compañía pública de telecomunicaciones y del Banco del Pacífico, así como la exención de impuestos para las inversiones en el sector turístico por un período de treinta años.
En agosto de 2021 el presidente decretó la reducción de tarifa a 0% del Impuesto a la Salida de Divisas a las transferencias, envíos o traslados de divisas que realicen las aerolíneas extranjeras autorizadas a operar en el país.
En septiembre de 2021, anunció el lanzamiento de la Ley de Creación de Oportunidades (CREO), que lleva el nombre de su partido político, y que incluye una reforma fiscal y la flexibilización del código laboral. La ley prevé la reducción del IVA en varios productos, la supresión del impuesto de sucesiones para hijos y cónyuges, la supresión del impuesto sobre las pequeñas empresas, la flexibilización de la contratación y los horarios laborales para los nuevos empleos y la creación de zonas francas con incentivos fiscales para atraer la inversión extranjera. Sin embargo, no consiguió que la Asamblea aprobara esta reforma.
La recuperación económica es lenta tras la caída del PIB en 2020: + 2,8% en 2021 y + 3,5% en 2022, principalmente gracias a las ventas de petróleo. Se trata de una de las actuaciones más flojas del continente americano. Al mismo tiempo, Ecuador se encuentra bajo la presión del Fondo Monetario Internacional (FMI), que exige "reformas estructurales". Para seguir obteniendo fondos del FMI, el gobierno optó por recortar el gasto público, lo que provocó un deterioro de los servicios. A pesar de la pandemia, el sector hospitalario es objeto de un plan de despidos, mientras que los recortes presupuestarios provocan una escasez de medicamentos. La presión sobre el nivel de vida de los más pobres ha aumentado.
En junio de 2022, su gobierno se comprometió con la Asociación de Prospectores y Desarrolladores de Canadá a reactivar varios centenares de proyectos mineros suspendidos por gobiernos anteriores.

### Salud

#### Vacunación contra la COVID-19

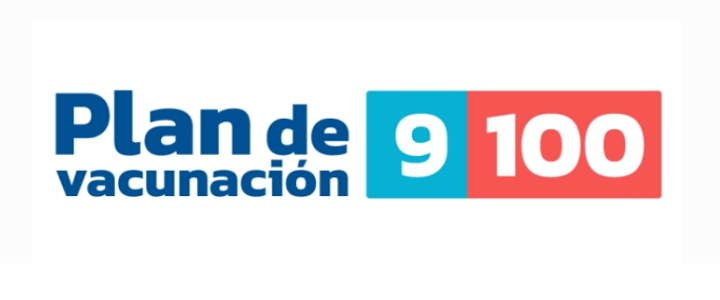
Logo plan de vacunación, denominado 9/100, el cual significa 9 millones de vacunados en 100 días.

El gobierno de Lasso inició en medio de la crisis sanitaria por la Pandemia de COVID-19 en Ecuador. Una de sus promesas de campaña fue vacunar a nueve millones de personas en los primeros cien días de su gobierno. Designó a la doctora Ximena Garzón como ministra de salud y encargada de la vacunación contra la COVID-19.
La vacunación se suspendió a nivel nacional el día de la posesión de Lasso como presidente, debido a un arqueo de dosis y se retomó el 26 de mayo de 2021.
Para lograr el objetivo de imunizar a 9 millones de personas, el 27 de mayo de 2021 el Ministerio de Salud y el Consejo Nacional Electoral (CNE) llegaron a un acuerdo interinstitucional para apoyar al plan de vacunación, en el cual el CNE se comprometió a:
- Apoyar a ejecutar el plan de vacunación en los recintos electorales de votación.[48]
- Poner a disposición del Ministerio de Salud, el padrón electoral utilizado en las últimas elecciones.[49]
- Realizar un aplicativo web para que las personas puedan cosultar su lugar de vacunación, el cual se presentó el 29 de mayo de 2021. Dicho aplicativo al inicio presentó problemas para acceder a la consulta por la saturación de consultas,[50] pero luego estos problemas fueron solucionados.

### Caso Pandora Papers
El 3 de octubre de 2021 se inició la publicación de notas vinculadas a los Pandora Papers (en español «Papeles de Pandora») un conjunto de 11,9 millones de documentos analizados por el Consorcio Internacional de Periodistas de Investigación. La información está relacionada con diversas cuentas offshore de personalidades, políticos y personas con gran cantidad de dinero.
Los distintos periodistas que participaron en el análisis de la información, lograron determinar que existen vínculos entre las empresas offshore y líderes políticos, empresarios, personas vinculadas a las finanzas así como también artistas. Se determinó que «35 líderes mundiales escondieron su fortuna en paraísos fiscales». Entre estos se encuentra el presidente Guillermo Lasso.

### Medios de comunicación
Según el índice Chapultepec de la Sociedad Interamericana de Prensa (SIP), Ecuador fue calificado en 2021 en el puesto #13 en el ránking americano de libertad de expresión y prensa, siendo calificado en la lista de países «en restricción» a la libertad de prensa y descendiendo al puesto #14 en 2022, manteniéndose en el mismo lugar en 2023.

### Seguridad

#### Crisis de seguridad
Desde 2021, Ecuador ha sufrido una crisis de seguridad producto de conflictos entre organizaciones criminales con conexiones al narcotráfico. La ola de violencia ha generado un marcado despunte en el número de asesinatos en el país, el 18 de octubre de 2021 Guillermo Lasso declaró estado de excepción en todo el territorio nacional 
por 60 días debido al aumento de la actividad delictiva. En 2021, la tasa de homicidios intencionales alcanzó el 14,04 por cada 100 000 personas (la mayor desde 2011), en comparación con una tasa de 7,8 en 2020. Estas cifras han continuado aumentando en 2022. La zona del país más violenta es la que aglutina a los cantones de Guayaquil, Durán y Samborondón. La misma vio 53 asesinatos entre enero y febrero de 2021 y 162 en el mismo periodo de 2022. El 10 de agosto de 2023 declaró estado de excepción en el territorio nacional con motivo del incremento de la actividad criminal a nivel nacional.
El foco de la violencia se ha desarrollado dentro de los centros carcelarios del país, con hechos como la Masacre de la Penitenciaría de Guayaquil del 28 de septiembre, ocurrida en 2021 y considerada la quinta masacre carcelaria más sangrienta en la historia de América Latina. En total, 503 reos fueron asesinados en el país solo durante 2021. Sin embargo, la ola de violencia también se ha manifestado fuera de las cárceles. Esto se ha visto reflejado en la percepción ciudadana, como mostró una encuesta realizada por la firma Click Research en octubre de 2021 que señaló que la delincuencia era considerada por la ciudadanía como el mayor problema que atravesaba el país.

### Social
El 13 de junio se dio el Paro Nacional de Ecuador de 2022, fueron una ola de movilizaciones realizadas hasta el 30 de junio de 2022, convocadas por varias organizaciones sociales, principalmente por la Confederación de Nacionalidades Indígenas del Ecuador (Conaie), en oposición a las políticas del gobierno de Lasso. Las movilizaciones se produjeron tras el primer año de gobierno de Lasso, tiempo en el cual se ha incrementado considerablemente el precio de los combustibles y la canasta básica familiar; además de agudizarse la crisis de seguridad que azota al país desde el gobierno de Lenín Moreno. Así también, se destaca el desabastecimiento y la inoperatividad del sistema de salud pública. 
Tras 18 días del Paro Nacional, las organizaciones indígenas y el gobierno lograron un acuerdo gracias a la mediación de la Conferencia Episcopal Ecuatoriana; las partes en conflicto firmaron un «Acta de Paz» elaborada por la Iglesia como mediadora en el que acordaron diversos puntos. Entre los presentes, estuvieron las autoridades gubernamentales y los representantes de la CONAIE, FEINE y FENOCIN. El Ejecutivo aceptó a reducir el precio del combustible, a trabajar para focalizar su subsidio, a derogar el decreto ejecutivos 95, relacionado con política petrolero, y a reformar el decreto 151 para prohibir la actividad minera en áreas protegidas. Por su parte, las organizaciones indígenas declararon el cese de las movilizaciones y el retorno a las comunidades; además, los acuerdos establecieron una mesa de diálogo que duraría 90 días.
El 1 de abril de 2023 lasso autoriza el porte de armas para los ciudadanos naturales que cumplan los requisitos de la ley en el país.

### Caso Encuentro

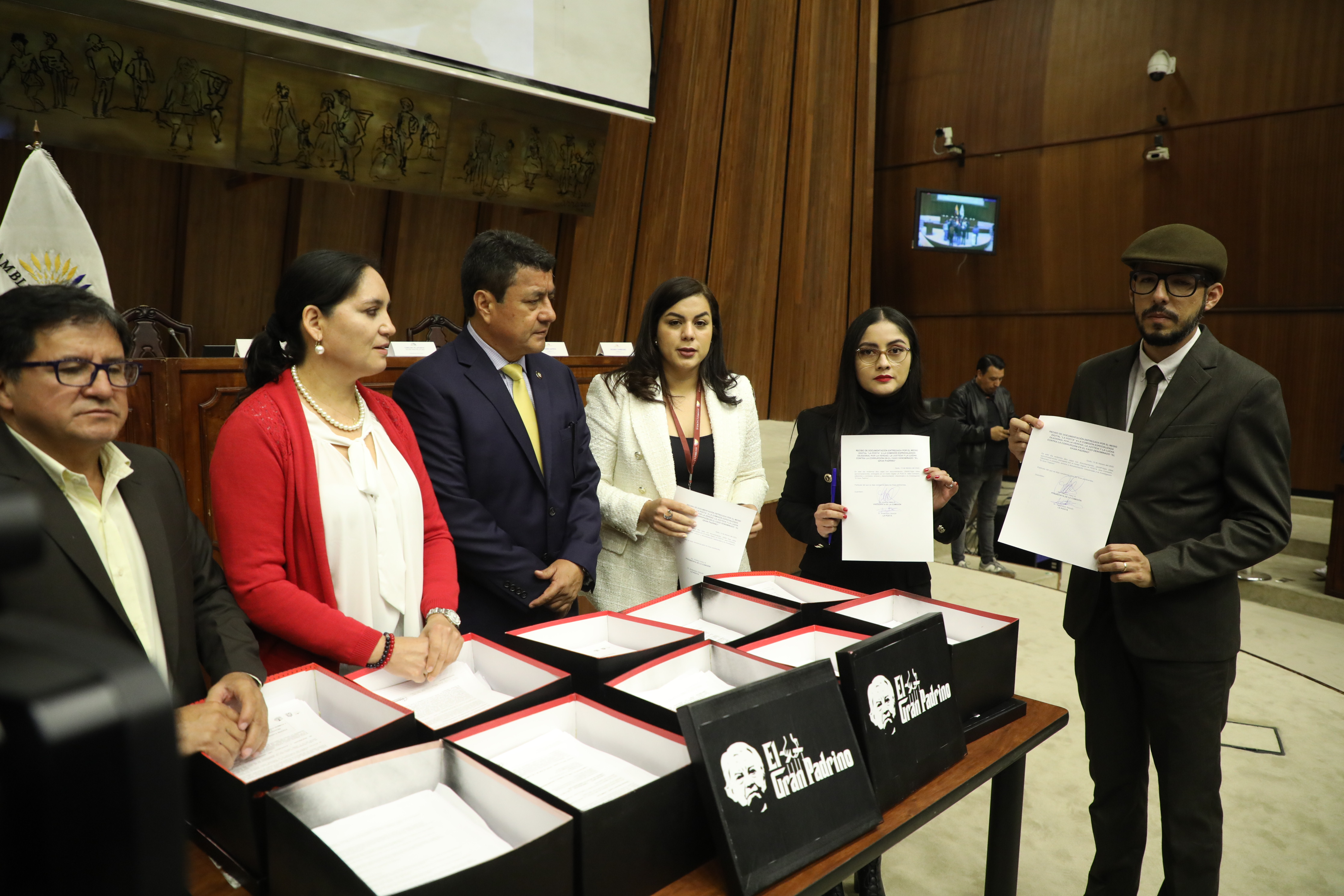
Entrega de información a la Asamblea Nacional sobre el Caso Encuentro por parte de La Posta.

El 9 de enero de 2023, el medio digital La Posta, publicó una investigación que mostraba una trama de corrupción en empresas públicas, liderada por Danilo Carrera Drouet, cuñado del presidente Lasso. Su operador de confianza sería Rubén Chérrez, quien en 2021 creó siete empresas en un solo día y sería procesado por narcotráfico. El escándalo fue nombrado como "Caso El Gran Padrino". El gobierno guardó silencio durante dos días, hasta que Guillermo Lasso, en una entrevista concedida el 11 de enero, desvirtuó la denuncia y defendió a Carrera. Posteriormente cuatro de los principales implicados en el caso huyeron del país; incluso, uno de ellos, habría alquilado un camión blindado, presuntamente para llevar dinero en efectivo y algunos bienes. El 20 de enero, tras once días de la publicación de La Posta, la Fiscalía ejecutó ocho allanamientos simultáneos en Guayaquil y uno en Quito en el marco de las investigaciones del caso, rebautizando al mismo como "Caso Encuentro".

### Juicio político
El juicio político de Guillermo Lasso es un procedimiento legislativo llevado a cabo por la Asamblea Nacional del Ecuador de conformidad a los parámetros establecidos por la Constitución de la República, debido a las acusaciones de corrupción en empresas públicas dentro del caso Encuentro. Luego de las investigaciones realizadas por una comisión legislativa ocasional conformada en su mayoría por opositores al gobierno, se presentó un informe no vinculante que dio paso a que el Pleno de la Asamblea apruebe iniciar el trámite de enjuiciamiento político contra el primer mandatario el 4 de marzo de 2023.
El trámite del juicio político inició el 16 de marzo, siendo su admisibilidad aprobada por dictamen de la Corte Constitucional, el 29 de marzo. Posteriormente, el trámite del juicio pasó a manos de la Comisión de Fiscalización de la Asamblea Nacional, donde se presentaron las respectivas pruebas, además de varias comparecencias de funcionarios y exfuncionarios del gobierno de Lasso. Dicha comisión debía presentar un informe al respecto, pero el presidente de la comisión, Fernando Villavicencio, presentó por su cuenta un "informe borrador", que finalmente fue rechazado al ser sometido a votación por la Comisión de Fiscalización. Tras aquello, el Pleno de la Asamblea Nacional dio paso al proceso de juicio político en una votación realizada el 9 de mayo.
El juicio político, como tal, inició el 16 de mayo, con la interpelación de los asambleístas Viviana Veloz y Esteban Torres. Posteriormente, el presidente Lasso compareció ante el Pleno Legislativo, sin embargo, no ejerció su derecho a la réplica, cosa que sí hicieron sus interpelantes. Tras estas intervenciones, el Presidente de la Asamblea, Virgilio Saquicela, abrió el debate. No obstante, al día siguiente Lasso disolvió el parlamento, por lo que el juicio quedó inconcluso.

### «Muerte cruzada»
El 17 de mayo de 2023, Lasso disolvió el parlamento a través del Decreto Ejecutivo 741, en el que activó el artículo 148 de la Constitución Nacional, denominado «muerte cruzada», argumentando en su decreto «grave crisis política y conmoción interna». Dicho decreto obliga al Consejo Nacional Electoral convocar a elecciones presidenciales y legislativas extraordinarias, para completar el periodo de Lasso, en un lapso de siete días.
Aquella medida, junto con la militarización del Palacio Legislativo, fue considerada por gran parte de la opinión pública y el sector político ecuatoriano como una maniobra política para truncar el juicio que se llevaba a cabo en el parlamento contra el presidente Lasso. Además, fue calificada de «ilegal» por dichos actores políticos; por lo que se presentaron seis demandas de inconstitucionalidad contra el decreto presidencial. Sin embargo, la Corte Constitucional inadmitió las demandas y ratificó la «muerte cruzada» decretada por el primer mandatario.El gobierno de Lasso terminó en noviembre de 2023 con una baja aprobación de aproximadamente el 8%

## Imagen pública
| Encuesta            | Fecha                    | Muestra | Error (± %) | Aprueba | Desaprueba |
| ------------------- | ------------------------ | ------- | ----------- | ------- | ---------- |
| Encuesta            | Fecha                    | Muestra | Error (± %) |         |            |
| Perfiles de opinión | 24 Sep 2023              | 640     | 3,95        | 11,07%  | 87,95%     |
| Perfiles de opinión | 16 Ago 2023              | 618     | 4,03        | 9,71%   | 90,06%     |
| Latinobarómetro     | 21 Jul 2023              | -       | 3           | 14%     | 84%        |
| Perfiles de opinión | 9 Jul 2023               | 615     | 4,03        | 17,75%  | 81,61%     |
| CID Gallup          | 20 Jun 2023              | 1200    | 2.8         | 15%     | 85%        |
| Perfiles de opinión | 4 Jun 2023               | 622     | 4           | 20,36%  | 79,07%     |
| Perfiles de opinión | 1 de mayo de 2023        | 618     | 4.02        | 13,93%  | 84,72%     |
| Imasen              | 21 de abril de 2023      | 1500    | 2.5         | 14,3%   | 85,7%      |
| Perfiles de opinión | 21 Mar 2023              | 612     | 4.04        | 13,47%  | 85,46%     |
| Perfiles de opinión | 13 Feb 2023              | 619     | 4.1         | 12,96%  | 85%        |
| Perfiles de opinión | 30 Dic 2022              | 1239    | 2.84        | 18,3%   | 80,58%     |
| Market              | 29 Dic 2022              | 760     | 3           | 18,2%   | 81,8%      |
| Ipsos               | 21 Dic 2022              | 2490    | -           | 33%     | 67%        |
| Cedatos             | 12 - 21 Dic 2022         | 2500    | -           | 29.4%   | 70.6%      |
| Perfiles de opinión | 12 Nov 2022              | 613     | 4.04        | 12.62%  | 82.19%     |
| Cedatos             | 8 Nov 2022               | -       | -           | 28%     | 72%        |
| CID Gallup          | 13 Oct 2022              | 1200    | 2.8         | 17%     | 83%        |
| Perfiles de opinión | 9 Oct 2022               | 614     | 4.04        | 16.62%  | 82.56%     |
| Perfiles de opinión | 29 de agosto de 2022     | 620     | 4.02        | 17.32%  | 81.86%     |
| Click Report        | 12 - 14 Ago 2022         | 760     | 3           | 25.81%  | 74.19%     |
| Ipsos               | 14 Jul–8 Ago 2022        | 297     | -           | 38%     | 47%        |
| Imasen              | 18-22 Jul 2022           | 1200    | 2.9         | 13.5%   | 82.8%      |
| Perfiles de opinión | 12 Jul 2022              | 598     | 4.09        | 28.23%  | 70.73%     |
| Perfiles de opinión | 5 Jun 2022               | 712     | 3.75        | 17.14%  | 81.20%     |
| Cedatos             | 27 de mayo de 2022       | 2020    | 2.40        | 38.50%  | 54.60%     |
| CIEES               | 23 de mayo de 2022       | 980     | 3           | 29%     | 69%        |
| Click Report        | 20 de mayo de 2022       | 760     | 3           | 28.82%  | 71.18%     |
| Perfiles de opinión | 25 Abr 2022              | 617     | 4.03        | 30.82%  | 66.80%     |
| Market              | 2–3 Abr 2022             | 760     | 3.00        | 51.9%   | 48.1%      |
| Perfiles de opinión | 12–14 Mar 2022           | 704     | 3.77        | 33.64%  | 63.35%     |
| Perfiles de opinión | 31 de enero de 2022      | 612     | 4.04        | 35.16%  | 60.16%     |
| Click Report        | 19 Ene 2022              | 760     | 3.00        | 51.81%  | 48.19%     |
| Perfiles de opinión | 18-20 Dic 2021           | 1,238   | 2.94        | 37.78%  | 59.07%     |
| Clima social        | 5 Dic 2021               | 1,670   | 2.40        | 37.6%   | 56.6%      |
| Perfiles de opinión | 13–15 Nov 2021           | 621     | 4.09        | 28.35%  | 67.38%     |
| Clima Social        | 16–18 de octubre de 2021 | 2,645   | 1.90        | 42.30%  | 53.30%     |
| Click Report        | 18 Oct 2021              | 760     | 3.00        | 56.21%  | 27.61%     |
| Cedatos             | 4 Oct 2021               | –       | -           | 63.50%  | 30.70%     |
| Perfiles de opinión | 2–4 Oct 2021             | 621     | 4.09        | 34.01%  | 60.32%     |
| Clima Social        | 4–5 Sep 2021             | 1,600   | -           | 61.80%  | 30.60%     |
| Cedatos             | 26–30 Ago 2021           | 1,874   | 3.40        | 74.10%  | 25.90%     |
| Perfiles de Opinión | 21–23 Ago 2021           | 619     | -           | 64.03%  | 27.91%     |
| Cedatos             | 2–5 de agosto de 2021    | 1,816   | 3.40        | 73.50%  | 26.50%     |
| Click Report        | 1–31 Jul 2021            | 760     | 3.00        | 76.71%  | 23.29%     |
| Ipsos               | 30 Jun–13 Jul 2021       | 380     | -           | 47.00%  | 32.00%     |
| Perfiles de Opinión | 10–13 Jul 2021           | 620     | -           | 74.00%  | 23.58%     |
| Cedatos             | 1–4 Jun 2021             | 2,200   | -           | 71.40%  | 28.60%     |